# Calendario cappadocico

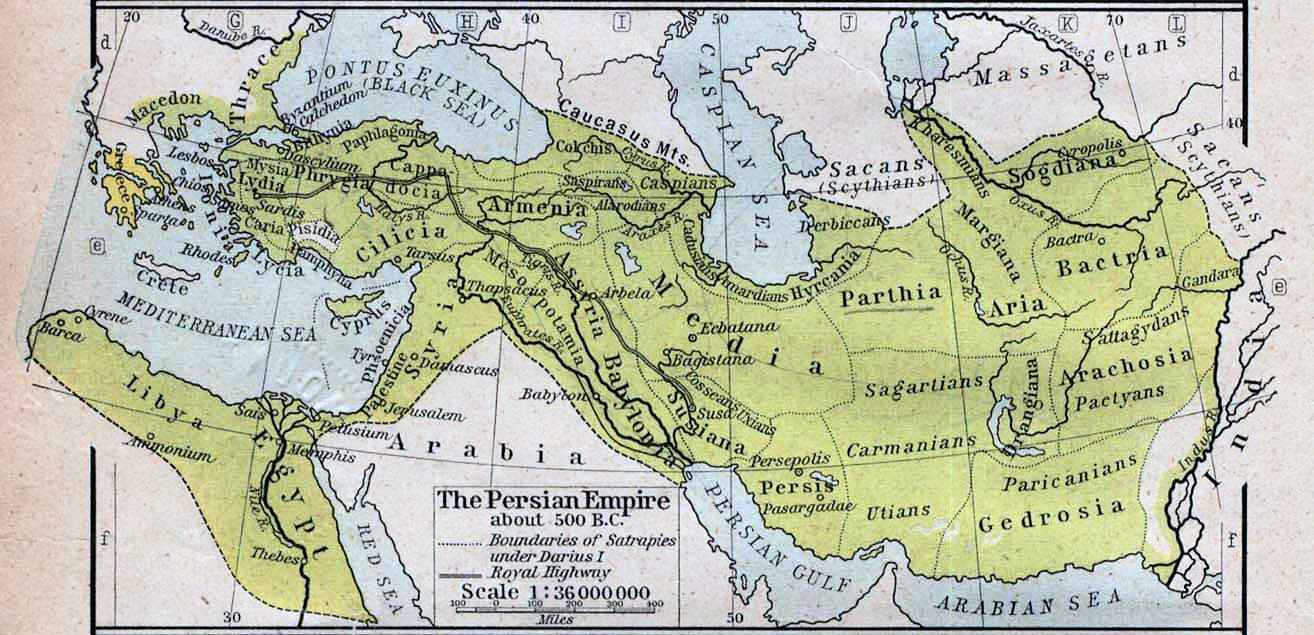
Mappa raffigurante l'Impero achemenide nel 500 a.C. circa redatta da William Robert Shepherd (1923)

Il calendario cappadocico era un calendario solare derivato dal calendario zoroastriano persiano. Prende il nome dalla regione storica della Cappadocia, nell'attuale Turchia, dove veniva utilizzato. Il calendario, che aveva 12 mesi di 30 giorni ciascuno e cinque giorni epagomenali, ebbe origine tra il 550 e il 330 a.C., quando la Cappadocia faceva parte dell'Impero achemenide. Il calendario cappadocico era identico al calendario zoroastriano e questo può essere visto nella sua struttura, nei nomi avestici e nell'ordine dei mesi. Il calendario cappadocico riflette l'influenza culturale iraniana nella regione. Le prove esistenti del calendario risalgono alla tarda antichità attraverso i resoconti degli astronomi greci, quando era già stato adattato al calendario giuliano.

## Storia
Il calendario cappadocico fu evidentemente ideato in un periodo in cui la Cappadocia, una regione storica nell'attuale Turchia, era una provincia (satrapia) dell'Impero achemenide. Il calendario prende il nome dalla regione in cui era utilizzato e a tutt'oggi non c'è consenso sulla sua precisa data di inizio del suo utilizzo. Secondo lo storico Josef Markwart il calendario iniziò nel 490 a.C. mentre secondo il filologo Jacques Duchesne-Guillemin iniziò tra il 490 e il 480 a.C. Si tratta di un calendario solare che aveva 360 giorni divisi in 12 mesi seguiti da cinque giorni epagomenali.
Il calendario era effettivamente un'imitazione di quello zoroastriano poiché i persiani erano il gruppo politico dominante in Cappadocia all'epoca. Divenne il calendario principale della regione e sopravvisse come tale nel Regno di Cappadocia. Sebbene il passare del tempo e le differenze dialettali locali abbiano portato a piccole differenze nella grafia, i nomi dei mesi del calendario cappadocico sono quasi identici a quelli del calendario zoroastriano. I persiani in Cappadocia parlavano l'iraniano occidentale; pertanto, i nomi dei mesi cappadocici sono per certi aspetti linguisticamente più vicini alla grafia del persiano medio (pahlavi) piuttosto che a quella avestica. Le forme cappadociche, tuttavia, sono più arcaiche e sono più vicine in questo senso alle forme avestiche.
Il calendario cappadocico è la prova delle durature influenze culturali e religiose iraniane sulla Cappadocia. Secondo l'iranologa Mary Boyce, il calendario cappadocico, insieme ai calendari persiano medio, partico, sogdiano, corazmiano, battriano e armeno antico, derivavano tutti dal calendario statale achemenide che i persiani avevano introdotto all'inizio del periodo achemenide per stabilire il "mezzo accettato di calcolo del tempo per tutti i loro sudditi zoroastriani". Nel corso del tempo, i cambiamenti linguistici locali hanno portato a diverse versioni locali. A parte queste sfumature, tutti questi calendari sono considerati del tutto identici. Il calendario cappadoce è sopravvissuto attraverso i testi degli astronomi greci della tarda antichità ed era ancora noto fino al IV secolo d.C.

## Nome dei mesi
| Mesi | Cappadocio              | Lingua avestica     | Antica lingua pahlavi | Persiano medio propriamente detto | Lingua persiana |
| ---- | ----------------------- | ------------------- | --------------------- | --------------------------------- | --------------- |
| 1    | [Ar]artana              | Fravašinąm          | Fravartīn             | Frawardīn                         | Farvardīn       |
| 2    | Artegeste (Artēye<s>tē) | Ašahe vahištahe     | Artvahišt             | Ardwahišt                         | Ordībehešt      |
| 3    | Aratata                 | Haurvatātō          | Harvatāt              | Xordā̌d                            | Ḵordad          |
| 4    | Teiri (Teirei)          | Tištryahe           | Tīr                   | Tīr                               | Tīr             |
| 5    | Amartata                | Amərətātō           | Amurtāt               | Amurdā̌d                           | Mordād          |
| 6    | Sathriore (Xathriorē)   | Khšathrahe vairyehe | Šahrevar              | Šahrewar                          | Šahrīvar        |
| 7    | Mithre (Mithpē)         | Mithrahe            | Mihr                  | Mihr                              | Mehr            |
| 8    | *Apomenapa              | Āpa̧m                | Āpān                  | Ābān                              | Ābān            |
| 9    | Athra                   | Āthrō               | Atur                  | Ādur                              | Āḏar            |
| 10   | Dathusa (Dathousa)      | Dathušō             | Dadv                  | Day                               | Dey             |
| 11   | Osmana                  | Vaŋhə̄uš manaŋhō     | Vahuman               | Wahman                            | Bahman          |
| 12   | Sondara (Sondara<mat?>) | Spəntayå ārmatōiš   | Spendārmat            | Spandarmad                        | Esfand          |

Secondo Boyce e lo storico Frantz Grenet, "l'esattezza nella maggior parte delle corrispondenze tra i calendari" mostra che gli usi adottati dagli zoroastriani in Cappadocia erano "in gran parte uniformi". Aggiungono che le uniche divergenze risiedevano nella sostituzione di Teiri (Teirei) con Avestan Tištrya, un cambiamento presumibilmente diffuso in molte comunità zoroastriane, e nella "dedica dell'ottavo mese" ad Apąm Napāt ("figlio delle acque") piuttosto che ad Apąm ("acque"). Boyce e Grenet scrissero che questa "dedica del mese" era apparentemente unica nel calendario cappadocico, il che significa che potrebbe esserci stata una controversia tra gli zoroastriani in Cappadocia riguardo all'elevazione di Anahita su Varuna. Boyce e Grenet infine aggiungono che questo fenomeno dimostra che anche sotto la forte politica creata dagli Achemenidi in una regione nota per le sue forti influenze religiose persiane, i sacerdoti persiani locali apparentemente mantenevano una certa autonomia sacerdotale.

## Adattamento al calendario giuliano
Sebbene il calendario cappadocico abbia avuto origine durante il periodo achemenide, le prove esistenti risalgono solo alla tarda antichità quando era già stato adattato al calendario giuliano. Lo storico Sacha Stern ha affermato che il calendario cappadocico potrebbe essere stato adattato al calendario giuliano nel 44 a.C. Fu probabilmente il primo calendario nell'Oriente romano a essere "giulianizzato", anche prima del calendario egiziano. Anche dopo la "giulianizzazione" del calendario nel periodo romano, tuttavia, la data del capodanno cappadocico era ancora "approssimativamente compatibile con un calendario zoroastriano originariamente persiano", e la sua struttura era ancora basata sul calendario persiano originale di 12 mesi di 30 giorni seguiti da cinque giorni epagomenali.